# Arturo Hassán Lasso
Arturo Hassán Lasso (Ciudad de Panamá, 28 de julio de 1911-9 de febrero de 1974), más conocido como «Chino» Hassán, fue un compositor panameño enfocado en boleros, tamboreras y otros ritmos, llegando a componer más de 50 canciones, algunas de renombre internacional.

## Biografía
Nació en la capital panameña, siendo hijo de José Hassán Chong, de origen chino, y de Perfecta Lasso, oriunda del distrito de Chepo. Realizó sus estudios primero en el Colegio de La Salle y posteriormente en el Instituto Panamericano.
Desde joven practicaba con la guitarra y a la edad de 16 años compuso su primer pasillo titulado Candelaria, dedicado a su novia de entonces Candelaria Gómez. Luego de 11 años de noviazgo, ambos contraerían matrimonio y tuvieron cinco hijos: Noris, Arturo, Marianela, Xenia y José Arturo. Sin embargo, Candelaria falleció repentinamente en 1948, lo que obligó a Arturo asumir con el cuidado de sus hijos, que aún eran muy pequeños, y les inculcó valores musicales.
En esta etapa compuso Tu destino, Esperanza negra y Soñar, este último dedicado en memoria a Candelaria en 1953. El impacto y popularidad de Soñar fueron reconocidos recibiendo un disco de oro en 1956 por parte de la empresa de publicidad Ricat. También, en 1951 contrajo segundas nupcias con Aída Moreno.
Compuso las siguientes tamboreras Mi chola no quiere cholo, La guayabita, La pollita y El divorcio y la lechona. También compuso los siguientes boleros: Morena, Solo y triste, Tu destino, Sin tu amor, Por tus ojos y Mi bello río mar. De igual manera compuso los siguientes blues: Flor del campo, Soledad y Te falta cariño.
Una diversidad de artistas panameños interpretaron sus canciones, entre ellos Germán Vergara y Neville Chang. Otros cantantes de renombre internacional que han interpretado sus canciones han sido Marco Antonio Muñiz, Los Panchos, Los Tres Ases, Antonio Prieto, Bienvenido Granda, La Sonora Matancera, Javier Solís, Bienvenido Granda, los Hermanos Rigual, entre otros. Con Flor del campo, interpretado por el puertorriqueño José Luis Moneró y La bala, dedicado originalmente al hijo del humorista Leopoldo Fernández "Trespatines", e interpretado por el grupo colombiano Los Hispanos, tuvieron penetración internacional.
Mantuvo relación cercana con los hermanos Carlos y Fernando Eleta Almarán, en especial con Carlos en el ámbito musical. Llegó a trabajar como relacionista público en Corporación Universal y luego en Tabacalera Nacional (hasta el día de su muerte), ambas empresas manejadas por los hermanos Almarán. En 1969 fue electo presidente de la Asociación Panameña de Profesionales en Relaciones Públicas (Apreppa).
También desarrolló afición por varios deportes: practicó boxeo amateur en su juventud, también cultivó la natación y llegó a ser instructor, mantuvo una afición a las carreras de caballo y fue masajista en diversos equipos de fútbol y béisbol, en especial fue masajista de la selección de fútbol de Panamá en los IV Juegos Centroamericanos y del Caribe en 1938.
Fue condecorado con la Orden Vasco Núñez de Balboa en grado de Comendador por parte del presidente Ernesto de la Guardia y también recibió la Medalla  Carlos A. Mendoza.